# Janusz Basiak
Janusz Basiak (ur. 1 stycznia 1938 w Gorzkowie-Osadzie) – polski działacz partyjny i samorządowy, leśnik, w latach 1981–1988 I sekretarz Komitetu Wojewódzkiego PZPR w Tarnobrzegu, w latach 1994–1998 burmistrz Janowa Lubelskiego.

## Życiorys
Syn Bolesława i Marianny. Absolwent Technikum Leśnego w Białowieży (1958) i Szkoły Głównej Gospodarstwa Wiejskiego w Warszawie (1963). W latach 1964–1973 i 1980–1981 pozostawał nadleśniczym w Nadleśnictwie Janów Lubelski, a od 1974 do 1980 dyrektorem tamtejszego Instytutu Badań Leśnych. W 1964 wstąpił do Polskiej Zjednoczonej Partii Robotniczej. Od 1965 do 1974 członek Komitetu Powiatowego PZPR w Janowie Lubelskim, następnie od 1974 do 1981 członek Komitetu Miejsko-Gminnego PZPR w tym mieście. Od 1975 był także przewodniczącym Prezydium Rady Narodowej Miasta i Gminy w Janowie Lubelskim. Od 22 czerwca 1981 do 18 listopada 1988 pełnił funkcję I sekretarza Komitetu Wojewódzkiego PZPR w Tarnobrzegu. Od 1981 zastępca członka, od 1986 członek Komitetu Centralnego partii; od 1988 do 1989 kierował w nim Wydziałem Polityki Społeczno-Ekonomicznej. 
W III RP ze względu na przeszłość partyjną utracił zatrudnienie w Służbie Leśnej. Założył własną agencję konsultingową i współtworzył Janowską Izbę Gospodarczą, uzyskał uprawnienia doradcy podatkowego. Związał się z Sojuszem Lewicy Demokratycznej, w kadencji 1994–1998 był burmistrzem i radnym Janowa Lubelskiego. W 1998 i 2002 wybierany do rady powiatu janowskiego. W 2002 zajął 2 miejsce na 3 kandydatów w wyborach na burmistrza Janowa Lubelskiego.
Wyróżniony tytułem zasłużonego dla województwa tarnobrzeskiego (1984).